# 採点投票

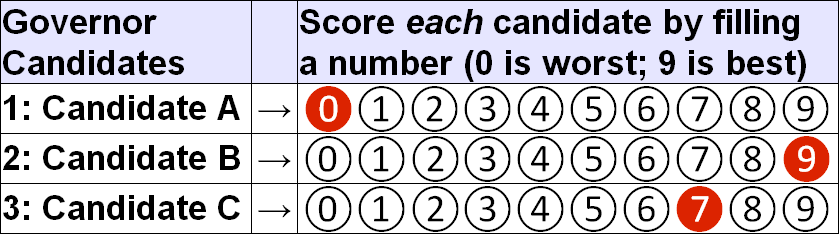
Score votingの例。各候補者に対して点数を付けて行う。

採点投票あるいは範囲投票（score voting / range voting）は、主に多数決や多数代表の選挙で使われる手続きである。各投票者は各選択肢をあらかじめ決められた範囲の点数で評価し、各投票者の付けた点数の合計が一番大きい選択肢が選出される。

## 日本語訳
当手続きはフィギュアスケートやスキージャンプなどの勝敗判定につかわれるなど、日本語圏でも至る所でみられるが、訳語は定まっていない。篠儀直子は「範囲投票」と訳している。

## 性質
当手続きで自分の1票の影響力を最大限にしようとすると、最大の点数と最小の点数しか使わないようになる。このため、戦略投票にさらされると当手続きは approval voting に帰着され、多くの性質が approval voting と共通である。
戦略投票を行わない正直な投票者が混ざると、最大の点数と最小の点数しか「使えない」approval voting より良い結果が出る。

## 使用例
ミツバチが巣の建設場所を決定するために使用している。なおも、続いている。